# Brad Little
Bradley Jay Little (15 de fevereiro de 1954) é um político americano que atua como 33º governador de Idaho desde janeiro de 2019. Membro do Partido Republicano, ele atuou anteriormente como 42º vice-governador de Idaho de 2009 a 2019. Little serviu em o Senado de Idaho de 2001 a 2009, onde presidiu o caucus majoritário e representou os 8º e 11º distritos legislativos (mudança devido ao redistritamento em 2002). Ele ganhou a eleição para governador de 2018 contra a candidata democrata Paulette Jordan.